# Service public fédéral Justice
Pour les autres articles nationaux ou selon les autres juridictions, voir Ministère de la Justice.
Le service public fédéral Justice (SPF Justice) est le service public fédéral belge chargé d'exécuter la politique fédérale dans le domaine de la Justice.

## Histoire
Le SPF Justice est né sous la dénomination « Comité de la Justice » puis « Ministère de la Justice » à la création de la Belgique en 1830.  Le premier ministre de la Justice était Alexandre Gendebien.
L'appellation actuelle de service public fédéral Justice remonte au 15 juillet 2002 (réforme Copernic).
Depuis le 3 février 2025, Annelies Verlinden est ministre fédérale de la Justice au sein du gouvernement De Wever. 

## Organisation
Le SPF Justice est composé de :
- services d'encadrement (SE) :
  - personnel et organisation (P&O),
  - budget, contrôle de gestion et logistique (BBL),
  - technologie de l'information et de la Communication (ICT) ;
- directions générales :
  - législation, droits fondamentaux et libertés  (WL),
  - organisation judiciaire (OJ I - magistrature et OJ II - services administratifs des greffes,  cours et tribunaux),
  - établissements pénitentiaires (EPI) ;
- Moniteur belge (MBS) ;
- services et commissions indépendantes :
  - Commission d'aide financière aux victimes d'actes intentionnels de violence et aux sauveteurs occasionnels,
  - Commission des jeux de hasard (nl) ;
  - Centre d’information et d’avis sur les organisations sectaires nuisibles (nl) (CIAOSN) ;
- Sûreté de l'État ;
- Institut national de criminalistique et de criminologie (INCC) ;
- Service de la politique criminelle.

La direction générale des maisons de justice (MJH) a été transférée fin 2014 vers les Communautés.